# المتحف الوطني باردو (الجزائر)
المتحف الوطني باردو يقع في مدينة الجزائر بني في فترة الباشا مصطفى، حيث استقر الأمير الحاج بن عمر في الجزائر العاصمة بعد أن منحه باي الجزائر حق اللجوء السياسي على خلفية نزاع على الحكم في تونس، وشيد القصر تيمنا بالطراز الأندلسي الذي يحيل إلى كلمة الباردو الإسبانية التي تعني المكان المغطى بالورود.
في 1879، أضاف الفرنسي جوريت، ملحقا للقصر يستعمل كإسطبل وحظيرة للحيوانات. في عام 1930، عندما تم افتتاح المبنى كمتحف لما قبل التاريخ والإثنوغرافيا في الذكري المئوية للاستعمار في الجزائر. يعرض تحفا إثنوغرافية، في حين خصص الملحق لما قبل التاريخ. ومنذ ذلك الحين، حمل اسم بمتحف باردو، ثم سمي بالمتحف الوطني باردو في عام 1985.

## محتوياته
يحتوي المتحف عدة مجموعات ليس فقط من الجزائر ولكن أيضا من الخارج. في إجمالا وتفصيلا، باردو، شأنه شأن جميع منازل جزائر بني مزغنة، يعبر عن حضارة مغلقة أمام أعين متطفلين من الخارج: السلالم مطلي بخزف أزرق الدخول من باب ضخم، ليتيح الوصول إلى باحة مزينة بحوض من الرخام، ونافورة بمياه نفاثة. كما يمكن رؤية: الديوان وهو صالون كبير كان صاحب البيت يقيم فيه الحفلات والمآدب. ومعلق بالديوان جناح يتيح مزيدا من الراحة والهدوء.